# Сойерлинг, Маргарета
Маргарета Сойерлинг (швед. Margareta Seuerling; 1747—1820) — шведская актриса и театральный режиссёр.
Работала в Швеции и Финляндии; была одной из первых, кто представил светский театр в Финляндии.

## Биография
Родилась в 1747 году в Стокгольме в актёрской семье Питера Линдала и его жены Маргареты Марии Фабриц, которые принадлежали первому поколению шведских актёров театра в Stora Bollhuset и оба являлись членами совета директоров театра.
В 1753 году шведские актёры были уволены королевой Луизой Ульрикой, которая заменила их французской театральной труппой. Шведская театральная труппа разделилась на две части: труппа Стенборга под управлением Петтера Стенборга, а также труппа под руководством Йохана Берггольца и Питера Линдала, котором было дано королевское разрешение играть в шведской глубинке как передвижная театральная труппа. В этой труппе работала и Маргарета Мария Фабриц. Точная дата выступлений Маргареты в труппе своих родителей неизвестна, но в 1795 году она говорила, что была на сцене в течение сорока лет — это означает, что выступать она начала с восьмилетнего возраста. Как актриса, была наиболее известна по главной женской роли в пьесе Шекспира «Ромео и Джульетта», которая была поставлена в Egges teater в Норрчёпинге 5 августа 1776 года и считается шведской премьерой как пьесы, так и самого Шекспира; повторила эту роль в 1782 году, и в её честь было написано стихотворение.
Примерно в 1760 году в труппу её отца пришёл немецкий актёр и режиссёр Карл Сойерлинг (со своей небольшой труппой Seuerlingske Comoedie-Trupp), за которого Маргарета вышла замуж в 1768 году. Объединённая труппа много выступала в Стокгольме, а также в Финляндии, где в период с 1780 по 1790 год они стали одной из первых театральных трупп, работавших в этой стране. Карл Сойерлинг был очень амбициозным режиссёром и придерживался высоких стандартов в пьесах, часто ставя известные европейские классические произведения Мольера, Хольберга и Шекспира. При этом их труппа исполняли свои постановки и на шведском языке. Передвижная труппа часто испытывала финансовые трудности и проблемы с непостоянностью актёрского персонала — в эти периоды они были вынуждены использовать на сцене куклы. Одним из многих временных членов их коллектива был пасынок Карла и Маргареты Сойерлинг — Мартин Нюренбах, который отправился в Норвегию, где в 1771—1772 годах основал первый (хотя и недолговечный) театр в Осло.
В 1792 году Карл Сойерлинг вышел на пенсию и уехал в своё владение Åby в лене Эребру, где также поселились родители Маргареты. В 1793 году театральную труппу принял актёр Йохан Петер Левенхаген из Гётеборга. После смерти Карл Сойерлинга, в 1795 году, руководителем коллектива Seuerlingske Comoedie-Trupp стала Маргарета. Она покинула Швецию и гастролировала по Финляндии, где не было собственного театра. Там она провела остаток своей карьеры и считается основоположницей первой финской театральной труппы. Одно из больших её выступлений состоялось в Турку в 1803 году.
Во время Русско-шведской войны 1808—1809 годов Сойерлинг выступала на границе с согласия шведов и русских. В результате войны Финляндия была присоединена к Российской империи, где осталась жить и работать Маргарета. Когда в 1811 году у неё возникли финансовые проблемы и труппе грозило банкротство, Сойерлинг оказались под защитой вдовствующей императрицы Марии Фёдоровны. Она вышла на пенсию в 1813 году и передала свои права на труппу Карлу Густаву Бонувье.
Умерла в 1820 году в Гельсингфорсе (ныне Хельсинки).
В семье Карла и Маргареты Сойерлинг было семеро детей, среди них: геодезист Карл Фредрик (Carl Fredrik Seuerling, 1770—1838); актёр Густав Вильгельм (Gustaf Wilhelm Seuerling, 1771—?); школьный учитель Готфрид Фердинанд (Gottfrid Ferdinand Seuerling, 1775—1826); актриса Каролина Фредрика; музыкант Шарлотта Антуанетта и гувернантка Густава Маргарета (Gustava Margaretha Seuerling, 1786—1863).